# Novak (Familienname)
Novak oder Novák ist ein Familienname und eine Variante des Familiennamens Nowak. Er bedeutet übersetzt „der Neue“ bzw. „Neumann“.

### A
- Alfredo Ernest Novak (1930–2014), US-amerikanischer Ordensgeistlicher, Bischof von Paranaguá
- Anatole Novak, (1937–2022), französischer Radrennfahrer
- Andreas Novak (* 1958), österreichischer Journalist, Dokumentarfilmer und Publizist
- Antonín Novák (1907–1982), tschechoslowakischer Fußballspieler
- Arne Novák (1880–1939), tschechoslowakischer Literaturhistoriker
- Augustin Novák (1872–1951), tschechoslowakischer Volkswirtschaftler und Minister

### B
- B. J. Novak (* 1979), US-amerikanischer Schauspieler, Drehbuchautor und Comedian
- Barbara Novak (Politikerin) (* 1976), österreichische Politikerin (SPÖ)
- Barbara Novak (Juristin), slowenische Juristin
- Bohuslav Novák, tschechoslowakischer Skispringer
- Boris A. Novak (* 1953), slowenischer Dichter, Dramatiker, Übersetzer und Literaturwissenschaftler
- Brandon Novak (* 1978), US-amerikanischer Schauspieler und Autor
- Brenda Novak (* 1964), US-amerikanische Schriftstellerin
- Břetislav Novák (Mathematiker) (1938–2003), tschechischer Mathematiker
- Břetislav Novák (Skispringer) (* 1956), tschechoslowakischer Skispringer

### C
- Carol Eduard Novak (* 1976), rumänischer Radrennfahrer
- Carl Novak (1866–1929), böhmischer Orgelbauer in Ostpreußen

### D
- Damir Novak (1935–2015), jugoslawischer Balletttänzer
- Dennis Novak (* 1993), österreichischer Tennisspieler
- Desider Mátray-Novák (1872–nach 1910), ungarischer Opernsänger (Tenor)
- Dezső Novák (1939–2014), ungarischer Fußballspieler und -trainer
- Domen Novak (Handballspieler) (* 1998), slowenischer Handballspieler
- Domen Novak (Radsportler) (* 1995), slowenischer Radsportler
- Džoni Novak (* 1969), slowenischer Fußballspieler

### E
- Eduard Novák (1946–2010), tschechischer Eishockeyspieler und -trainer
- Emil Novák (* 1989), tschechischer Snowboarder
- Erich Novak (* 1953), deutscher Mathematiker und Hochschullehrer
- Eva Novak (1898–1988), US-amerikanische Schauspielerin
- Éva Novák (1930–2005), ungarische Schwimmerin
- Evelin Novak (* 1985), kroatische Sängerin

### F
- Ferenc Novák (* 1969), ungarischer Kanute
- Filip Novák (Eishockeyspieler) (* 1982), tschechischer Eishockeyspieler
- Filip Novák (Fußballspieler) (* 1990), tschechischer Fußballspieler
- František Novák (Politiker), tschechoslowakischer Politiker
- František Novák (Pilot, 1902) (1902–1940), tschechoslowakischer Pilot und Flugakrobat
- František Novák (Pilot, 1922) (1922–2001), tschechoslowakischer Pilot
- František Novák (Skispringer) (* 1958), tschechoslowakischer Skispringer
- František Antonín Novák (1892–1964), tschechoslowakischer Botaniker
- Frank Novak (* 1945), US-amerikanischer Schauspieler
- Franz Novak (1913–1983), österreichischer SS-Hauptsturmführer
- Franz Novak (Politiker) (1817–1890), österreichischer Verwaltungsbeamter und Abgeordneter im Kärntner Landtag
- Franz Novak (Politiker, I), Abgeordneter im Österreichischen Abgeordnetenhaus

### G
- Gabi Novak (1936–2025), kroatische Sängerin
- Gábor Novák (1934–2021), ungarischer Kanute
- Gary Novak (* 1969), US-amerikanischer Jazzmusiker
- Guido Novak von Arienti (1859–1928), österreichischer Offizier
- Günther Novak (* 1955), österreichischer Politiker (SPÖ)

### H
- Helga M. Novak (1935–2013), deutsch-isländische Schriftstellerin

### I
- Ilona Novák (1925–2019), ungarische Schwimmerin

### J
- Jakub Novák (Radsportler, 1988) (* 1988), slowakischer Radrennfahrer
- Jakub Novák (Radsportler, 1990) (* 1990), tschechischer Radrennfahrer
- Ján Novák (Fußballspieler, 1896) (1896–1968), tschechoslowakischer Fußballspieler
- Jan Novák (Kameramann) (1918–1983), tschechischer Kameramann
- Jan Novák (Komponist) (1921–1984), tschechischer Komponist
- Jan Novák (Schriftsteller) (* 1951), tschechischer Schriftsteller
- Jan Novák (Handballspieler) (* 1960), tschechoslowakischer Handballspieler
- Jan Novák (Schauspieler) (* 1972), tschechischer Schauspieler
- Jan Novák (Eishockeyspieler) (* 1979), tschechischer Eishockeyspieler
- Ján Novák (Fußballspieler, 1985) (* 1985), slowakischer Fußballspieler
- Jane Novak (1896–1990), US-amerikanische Schauspielerin der Stummfilmära
- Janez Baptist Novak (um 1756–1833), slowenischer Komponist
- Jindřich Novák (* 19??), tschechischer Fischkundler
- Jiří Novák (Musiker) (1924–2010), tschechischer Violinist
- Jiří Novák (Eishockeyspieler) (* 1950), tschechischer Eishockeyspieler
- Jiří Novák (Politiker) (* 1950), tschechischer Politiker
- Jiří Novák (Fußballspieler) (* 1969), tschechischer Fußballspieler
- Jiří Novák (Tennisspieler) (* 1975), tschechischer Tennisspieler
- Jiří Novák (Radsportler) (* 1985), tschechischer Radsportler
- Jiří Zdeněk Novák (1912–2001), tschechischer Schriftsteller, Drehbuchautor und Übersetzer
- Johannes Novak (* 1963), österreichischer Biologe, Pharmazeut und Hochschullehrer
- Jorge Novak (1928–2001), argentinischer Geistlicher, römisch-katholischer Bischof
- Josef Novak (Politiker, 1820), österreichischer Politiker, Kärntner Landtagsabgeordneter
- Josef Novak (Mediziner)  (1879–1983), österreichisch-amerikanischer Gynäkologe
- Josef Novak (Politiker, 1905) (1905–1977), österreichischer Politiker (SPÖ)
- Joseph von Novak (1774–1860), österreichischer Feldmarschalleutnant

### K
- Kamil Novák (* 1967), tschechischer Basketballspieler und -funktionär
- Karl Novak (1942–2020), österreichischer Bildhauer
- Katalin Novák (* 1977), ungarische Politikerin (FIDESZ)
- Kayvan Novak (* 1978), britischer Schauspieler
- Kesar Novak († nach 1369), serbischer Feudalherr
- Kim Novak (* 1933), US-amerikanische Schauspielerin
- Kristina Novak (* 2000), slowenische Tennisspielerin
- Kristina Sirum Novak (* 2000), norwegische Handballspielerin

### L
- Ladislav Novák (Politiker) (1872–1946), tschechischer Politiker und Schriftsteller
- Ladislav Novák (Künstler) (1925–1999), tschechischer Künstler und Schriftsteller
- Ladislav Novák (Fußballspieler) (1931–2011), tschechischer Fußballspieler und -trainer
- Ladislav Novák (Radsportler) (* 1954), tschechoslowakischer Radrennfahrer
- Larry Novak (1933–2020), US-amerikanischer Jazzpianist
- Ljudmila Novak (* 1959), slowenische Politikerin, MdEP und Ministerin

### M
- Mario Novak (* 1983), kroatischer Eishockeyspieler
- Martin Novák (* 1992), tschechischer Kugelstoßer
- Mel Novak (1934–2025), US-amerikanischer Schauspieler
- Michael Novak (Philosoph) (1933–2017), US-amerikanischer Philosoph, Journalist und Diplomat
- Michael Novak (Fußballspieler, 1966) (* 1966), österreichischer Fußballspieler
- Michael Novak (Eishockeyspieler) (* 1988), kroatisch-liechtensteiner Eishockeyspieler
- Michael Novak (Fußballspieler, 1990) (* 1990), österreichischer Fußballspieler
- Michal Novák (* 1996), tschechischer Skilangläufer
- Mirjam Novak (* 1981), deutsche Schauspielerin und Drehbuchautorin
- Mirko Novák (* 1965), deutscher Archäologe

### N
- Nina Novak (1927–2022), polnische Balletttänzerin

### O
- Oscar Novak (* 2009), britischer Schauspieler

### P
- Pavel Novák (Politiker) (1943–1997), tschechoslowakischer/tschechischer Politiker
- Pavel Novák (Sänger) (1944–2009), tschechoslowakischer/tschechischer Sänger
- Pavel Novák (Radsportler) (* 2004), tschechischer Radrennfahrer
- Pavol Novák (* 1979), slowakischer Biathlet
- Petar Novák (* 1962), tschechischer Fußballspieler
- Petr Novák (Musiker) (1945–1997), tschechischer Musiker
- Petr Novák (Chemiker) (* 1956), tschechischer Chemiker
- Petr Novák (Eishockeytrainer) (* 1967), tschechischer Eishockeytrainer
- Petr Novák (Skilangläufer) (* 1982), tschechischer Skilangläufer

### R
- Ralf Novak (* 1952), deutscher Schauspieler
- Robert Novak (1931–2009), US-amerikanischer Journalist
- Rudolf Novák (Journalist) (1890–1947), tschechischer pro-nationalsozialistischer Journalist und Herausgeber (1947 hingerichtet)
- Rudolf Novak (Diplomat) (* vor 1950), österreichischer Diplomat und Historiker
- Rupert Novak (19. Jahrhundert), österreichischer Instrumentenbauer, siehe Novak Harmonikas

### S
- Scott Novak (* 1952), US-amerikanischer NFL-Schiedsrichter
- Skip Novak (* 1952), US-amerikanischer Segler
- Slobodan Prosperov Novak (* 1951), kroatischer Literaturhistoriker, Komparatistiker, Journalist und Theaterwissenschaftler
- Stanislav Novák (1890–1945), tschechoslowakischer Geiger
- Stefan Novák (1879–1932), griechisch-katholischer Bischof von Prešov
- Steve Novak (* 1983), US-amerikanischer Basketballspieler
- Steven Armin Novak (* 1996), österreichischer Musicaldarsteller, Sänger, Tänzer und Schauspieler

### T
- Thomas Novak (Politiker) (1782–1860), österreichischer Unternehmer und Politiker
- Thomas Novak (Ingenieur) (* 1952), US-amerikanischer Ingenieur und Hochschullehrer
- Thomas Novak (Eishockeyspieler) (* 1997), US-amerikanischer Eishockeyspieler

### U
- Urban Novak (Mediziner) (* 1970), Schweizer Onkologe
- Urban Novak (Bergsteiger) (* 1986), slowenischer Bergsteiger

### V
- Viktor Novak (1889–1977), jugoslawischer Historiker
- Vilmos Aba-Novák (1894–1941), ungarischer Maler
- Vítězslav Novák (1870–1949), tschechoslowakischer Komponist
- Vjenceslav Novak (1859–1905), kroatischer Schriftsteller
- Vladimír Novák (1904–1986), tschechoslowakischer Skilangläufer
- Vratislav Karel Novák (1942–2014), tschechischer Künstler

### W
- Werner Novak (* 1951), deutscher Fußballspieler
- Wilhelm Novak (1868–1945), tschechoslowakisch-österreichischer Maler, siehe Wilhelm Noack (Maler, 1868)

### Z
- Zdeněk Novák (1891–1988), tschechoslowakischer General und Widerstandskämpfer